# Richard Jacques

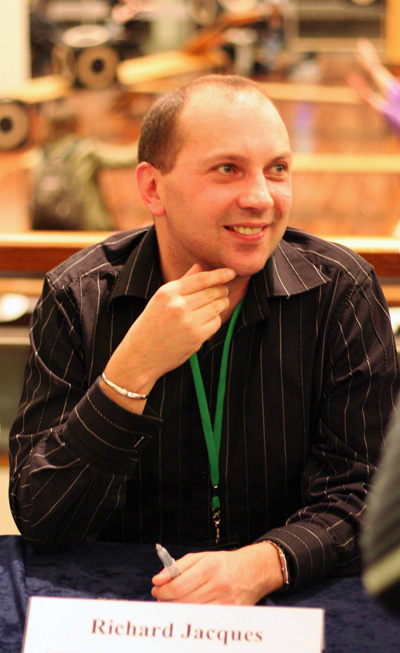
Richard Jacques.

Richard Jacques. Nacido el año 1973 es un compositor británico de música para videojuegos, es uno de los compositores de videojuegos más reconocidos en Europa y Occidente, principalmente por sus trabajos para la filial europea de Sega.

## Biografía
Nace en la localidad de Warwick (Gran Bretaña) en el seno de una familia de músicos el año 1973, y ya desde niño empieza a estudiar música. A los 5 años empieza a estudiar piano y poco después empieza a aprender a tocar otros instrumentos.
Durante su juventud recibe varios premios académicos, y es también durante esta época que se empieza a interesar en los videojuegos (Out Run era una de sus grandes devociones). Tras trabajar un tiempo haciendo música para cine y televisión, en 1994 entra como compositor de videojuegos en Sega of Europe. Entre sus primeros trabajos se encuentran las Bandas Sonoras de Daytona USA CCE, Sonic 3D Blast y Sonic R, juegos de Sega Saturn y Arcade que son gratamente recordados por su apartado musical.
El reconocimiento le llegaría a Jacques durante la etapa Dreamcast, donde el público quedó impresionado por su trabajo en el famoso juego de Bizarre Creations, Metropolis Street Racer. En este juego demostró su gran polivalencia a la hora de crear música, componiendo piezas excelentes para la gran variedad de estilos musicales que lo componían. En esta época también colaboraría en crear algunas canciones para el plataformas de Smilebit, Jet Set Radio. Aunque fue poco después cuando creó su trabajo más reconocido, Headhunter. En esta ocasión no trabajó con sintetizador, sino que contó con una filarmónica detrás con la que se consiguió un resultado excelente. Canciones como el Jack's Theme se encuentran entre las más reconocidas en cuestión de bandas sonoras videojueguiles.back in time en sonic R
Poco después de salir Headhunter y tras el cese de producción de Dreamcast por parte de Sega, Jacques dejó la compañía y emprendió su marcha como músico freelancer, trabajando principalmente para videojuegos pero componiendo también música para televisión, publicidad y cine. Durante esta época trabaja en varios juegos de PlayStation 2 como Singstar, Total Immersion Racing o varios minijuegos de Eye-Toy. Es también por esta época que Sega se vuelve a acercar a él desde el estudio musical japonés de la misma, Wavemaster, para colaborar en bandas sonoras de juegos en los que había trabajado anteriormente, Jet Set Radio Future y Headhunter Redemption, siendo la banda sonora del segundo completamente suya y volviendo a dar un gran resultado. Jacques, que sigue trabajando por cuenta propia, compone la música del juego de PSP Pursuit Force y un poco más tarde vuelve a colaborar con Sega para componer varios remixes en la versión mejorada de Out Run 2, OutRun 2006: Coast to Coast.
La música de Jacques tiene gran repercusión. Varios temas suyos pertenecientes a Headhunter y su secuela, o varios temas arranged creados por él sobre Sonic o Outrun son orquestados habitualmente por los conciertos de videojuegos de más relevancia a nivel mundial, los Video Games Live. Su música es expuesta habitualmente en museos y en eventos sobre arte en videojuegos como el GameOn.
Tras trabajar en las bandas sonoras de Eight Days para PlayStation 3 y Crossfire para Xbox 360, vuelve a trabajar en juegos de relevancia a finales de 2007 y durante 2008. Junto a otros compositores de renombre en el ámbito de creación de bandas sonoras para videojuegos occidental, trabaja en The Club (de nuevo junto a Sega y Bizarre Creations) y en el controvertido juego de Xbox 360, Mass Effect.

## Sus trabajos

### Bandas sonoras de videojuegos
- Eight Days (Sony)
- Mass Effect (Microsoft)
- Conflict: Denied Ops (Eidos)
- The Club (Sega)
- Battlestations: Midway (Eidos)
- Starship Troopers (Empire)
- Crossfire (Eidos)
- Pursuit Force (Sony)
- EyeToy: Play 3 (Sony)
- OutRun 2006: Coast To Coast (Sega)
- Starship Troopers (Empire Interactive)
- Battlestations: Midway (SCi)
- EyeToy: Play Sports (Sony)
- Sega Rally 2006 (Sega)
- SingStar Party (Sony)
- OutRun2 (Sega / Microsoft)
- Headhunter: Redemption (Sega)
- EyeToy: Play 2 (Sony)
- SingStar (Sony)
- Jet Set Radio Future (Sega)
- Headhunter (Sega)
- Total Immersion Racing (Empire Interactive)
- Jet Grind Radio (Sega)
- Metropolis Street Racer (Sega)
- Samba De Amigo (Sega)
- Sonic R (Sega)
- Sonic 3D (Sega)
- Sonic Generations (Sega)
- Daytona CCE (Sega)
- Sega Worldwide Soccer '98 (Sega)
- Sega Touring Car (Sega)
- Sega Worldwide Soccer '97 (Sega)
- Baku Baku Animal (Sega)
- Euro '96 (Sega)
- Shinobi X (Sega)

### Bandas sonoras de cine
- Three in One
- Lullabelle
- Pandora's Closet
- One Previous Owner